# Lemon
"Lemon" é uma canção da banda de rock irlandesa U2. É a quarta canção e segundo single de seu álbum de 1993, Zooropa. Inspirado por um video antigo da falecida mãe de Bono, as letras descrevem uma tentativa de preservar a memória através do cinema. Mais do que qualquer outra canção anterior da banda, "Lemon" mostra as habilidades de falsete limitado de Bono, auxiliados pelos vocais "atmosfériscos" de The Edge e Brian Eno. A música tem sido descrito como uma música disco alemã futurista.

## Gravação e composição
"Lemon" foi escrito tarde durante as sessões de Zooropa entre março e maio de 1993, durante a pausa da banda na Zoo TV Tour. O guitarrista The Edge afirmou que a canção originou-se de algo que ele "trabalhou com uma máquina de baixo e bateria, bastante rítmico". Ele explicou que encontrou dificuldades para compor uma parte da guitarra para a canção, até que ele decidiu usar um "incomum efeito 'gated' (técnica de processamento de áudio, para reforçar o som) de guitarra que trabalhara com o rítmo".

## Vídeo da música
O vídeo de "Lemon" foi dirigido por Mark Neale, sendo filmado em preto e branco com um fundo gradeado – como um tributo a Eadweard Muybridge. Muybridge foi um fotógrafo, sendo a primeira pessoa com sucesso a capturar movimentos rápidos em filmes, usando seu aparelho, coincidentemente chamado de Zoopraxiscope; uma referência às letras: "A man makes a picture, A moving picture, Through light projected, He can see himself up close" ("Um homem faz um quadro, Um quadro que se move, Através da luz projetada, Ele pode se ver tão perto"). O vídeo apresenta principalmente uma seqüência de de clipes dos membros da banda tocando seus respectivos instrumentos musicais e realizando uma série de ações distintas, com legendas para cada um (por exemplo: o homem andando inclinado, homem correndo, homem jogando sinuca). No fundo do vídeo, um pêndulo é visto oscilando por trás das grades, um relógio pode ser visto passando, bem como dinheiro caindo do céu, vários objetos científicos (DNA, satélites, etc.) e uma cruz. Todos esses símbolos representava a tentativa do homem de preservar seu tempo, através do dinheiro ("He turns his money into light, To look for her"/"Ele transforma seu dinheiro em luz, Para dar para ela"), religião e tecnologia. O vídeo também mostra Bono vestido de seu outro personagem fictício, "The Fly".
O vocalista Bono escreveu a letra com base em sua falecida mãe. Ele explica que foi uma experiência a ganhar naquele período, da perda precoce de um parente muito respeitável, com imagens de minha mãe em um Super-8 aos 24 anos, mais jovem que eu, jogando rounders em câmera lenta". A filmagem mostrou a mãe de Bono em um casamento como a dama de honra, com um vestido cor de limão. O filme inspirou Bono a escrever as letras utilizando filme para recriar e preservar a memória.

## Remixes e versões alternativas

Capa da versão remixes do single "Lemon".

Os singles e promoções estavam completas com diferentes dance remixes, assim como uma versão mais curta da canção (a versão do álbum foi de aproximadamente 7 minutos de duração).
A versão "Perfecto Mix", de Paul Oakenfold, foi usada durante a Popmart Tour, sendo reproduzido enquanto a banda parava de tocar por um breve intervalo – como o rock pilar, uma bola de disco gigante em forma de limão, rumo ao encore. Outras versões foram criadas, como "Lemon" (Bad Yard Club), "Lemon" (Version Dub), "Lemon" (Momo's Reprise), "Lemon" (Jeep Mix), "Lemon" (Oakenfold Jeep Mix) e "Lemon" (Morales BYC Version Dub).

## Performances ao vivo
| Críticas profissionais | Críticas profissionais |
| Avaliações da crítica  | Avaliações da crítica  |
| Fonte                  | Avaliação              |
| ---------------------- | ---------------------- |
| Allmusic               | [ 4 ]                  |

A canção foi tocada ao vivo em 10 diferentes concertos da Zoo TV Tour na Austrália, Nova Zelândia e Japão, durante o encore dos shows. Durante cada apresentação, Bono executava a canção vestido de seu personagem fictício "MacPhisto", um artista antigo de cabaré com chifres diabólicos. Cada performance foi imediatamente seguido pela banda na canção "With or Without You".
As performances ao vivo de "Lemon" aparecem no Zoo TV: Live from Sydney (1994), versão "Perfecto Mix" em Popmart: Live from Mexico City (1998), no single "Stay (Faraway, So Close!)", nos B-sides do greatest hits de The Best of 1990-2000 (2002),  e Zoo TV Live (2006).

## Lista de faixas
| - 12" Lado A 1. "Lemon" (Bad Yard Club) – 10:13 2. "Lemon" (Version Dub) – 6:35 3. "Lemon" (Momo's Reprise) – 4:08 Lado B 1. "Lemon" (Perfecto Mix) – 8:56 2. "Lemon" (Jeep Mix) – 5:30 | - CD e cassete 1. "Lemon" (Edit) – 4:39 2. "Lemon" (Oakenfold Jeep Mix) – 5:30 3. "Lemon" (Album Version) – 6:56 4. "Lemon" (Morales BYC Version Dub) – 6:35 |

## Paradas e posições
| País/Parada (1993–1994)               | Melhor posição |
| ------------------------------------- | -------------- |
| Austrália (ARIA)                      | 6              |
| Canadá (RPM Dance/Urban)              | 3              |
| Canadá (RPM Top 100)                  | 20             |
| Estados Unidos (Alternative Songs)    | 3              |
| Estados Unidos (Hot Dance Club Songs) | 1              |
| Nova Zelândia (RIANZ)                 | 4              |